# دستور ثابت (بانکی)
دستور ثابت (به انگلیسی: Standing order) در بانکداری به دستوری گفته می‌شود که صاحب حساب (پرداخت‌کننده) به بانک می‌دهد تا مبلغ مشخصی را در زمان‌های معین و به‌صورت منظم به حساب فرد دیگری (دریافت‌کننده) منتقل کند.
این روش بیشتر برای پرداخت‌های ثابت و منظم مثل اجاره، اقساط وام مسکن یا هزینه‌های مشابه استفاده می‌شود. چون مبلغ پرداختی تغییر نمی‌کند، دستور ثابت معمولاً برای پرداخت هزینه‌های متغیر مثل قبوض برق، گاز یا کارت اعتباری مناسب نیست.
دستور ثابت در سیستم بانکداری کشورهای مختلف مانند آلمان، بلغارستان، بریتانیا، هند، هلند، پاکستان، مالزی، اوکراین، سری‌لانکا و بنگلادش رایج است. در ایالات متحده و دیگر کشورهایی که استفاده از چک بیشتر متداول است، سرویس مشابهی وجود دارد که بانک به‌صورت خودکار چکی را به نام دریافت‌کننده ارسال می‌کند.
در کانادا، شبکه اینتراک که انتقال‌های بین‌بانکی را مدیریت می‌کند، انتقال‌های خودکار یا دوره‌ای بین بانک‌ها را محدود کرده است. البته این محدودیت برای حساب‌های شرکتی اعمال نمی‌شود.

## تفاوت کشورها

### کانادا
شبکهٔ بین بانکی کانادا، اینتراک، تنها مرجع انتقال پول بین بانک‌ها برای مشتریان شخصی است. این شبکه استفاده از دستور ثابت، پرداخت مستقیم و هر نوع پرداخت دوره‌ای بین حساب‌های بانکی را ممنوع کرده است. در این شبکهٔ بانکی، انتقال پول تنها از طریق سیستم الکترونیکی «Interac e-Transfer» امکان‌پذیر است. این سیستم مشابه چک عمل می‌کند و می‌تواند به‌طور دستی به ایمیل یا شماره تلفن گیرنده ارسال شود.
از سال ۲۰۲۲، یکی از بانک‌های کانادایی (CIBC) تلاش کرده است با استفاده از این سیستم، انتقال‌های خودکار (دوره‌ای یا از پیش تعیین‌شده) را تسهیل کند. این بانک همچنان تنها بانکی است که به نوعی سیستم اینتراک را به چالش کشیده است. با این حال، معمولاً برای مشتریان شرکتی، استثنا قائل می‌شوند و اجازه می‌دهند تا با پرداخت هزینه‌های بسیار بالاتر از این محدودیت‌ها عبور کنند.

### آلمان
یک دستور ثابت (Dauerauftrag) می‌تواند برای تعداد مشخصی پرداخت، یک بازهٔ زمانی مشخص یا تا زمان لغو شدن فعال باشد.

### هلند
دستورهای ثابت (periodieke overschrijvingen) می‌توانند برای مدت زمانی مشخص یا تا زمان لغو شدن به هر گیرنده‌ای در منطقه پرداخت یورو یکپارچه ارسال شوند. این دستورها نباید با doorlopende machtigingen (یعنی برداشت‌های مستقیم دوره‌ای) اشتباه گرفته شوند.

### ژاپن
یک دستور ثابت (口座自動振替) تا زمان لغو شدن ادامه دارد. این دستورها می‌توانند بنا به درخواست دارندهٔ حساب لغو شوند.

### نیوزیلند
در این کشور، دستور ثابت معمولاً با عنوان «پرداخت خودکار» شناخته می‌شود و می‌توان آن را از طریق مراجعه به شعبه یا از طریق خدمات بانکداری اینترنتی اکثر بانک‌های بزرگ راه‌اندازی کرد.

### کرهٔ جنوبی
دستور ثابت بانکی کره جنوبی (납부자자동이체) مثل ژاپن تا زمان لغو، قابل اجرا است. صاحب حساب می‌تواند آن را به درخواست خود لغو کند. بانک برای هر انتقال هزینه‌ای (به‌طور میانگین ۳۰۰۰ وون) دریافت می‌کند.

### اسپانیا
در بیشتر بانک‌های اسپانیایی، دستور ثابت (transferencia periódica) می‌تواند برای دوره‌ای مشخص، تعداد معینی از پرداخت‌ها یا به‌صورت نامحدود تنظیم شود. صاحب حساب می‌تواند هر زمان که بخواهد، آن را لغو کند. معمولاً برای چنین تراکنش‌هایی هزینه‌ای دریافت نمی‌شود.

### سوئیس
در کشور سوئیس، دستور ثابت را می‌توان برای مدت‌زمان مشخص یا تا زمان لغو شدن تنظیم کرد. این دستورها را می‌توان به هر گیرنده‌ای در فضای منطقه پرداخت یورو یکپارچه ارسال کرد.

### بریتانیا
در بریتانیا دستور ثابت می‌تواند برای دوره‌ای مشخص یا به‌صورت نامحدود تنظیم شود و صاحب حساب می‌تواند به درخواست خود آن را لغو کند. دستورهای ثابت توسط نهاد تجاری مدیریت پرداخت‌های بریتانیا (UK Payments Administration) استاندارد شده‌اند. در سال ۲۰۰۸، تعدادی از بانک‌ها روش پرداخت‌های سریع را برای انتقال دستورات ثابت به کار گرفتند. این روش که جایگزین سیستم کندتر سامانه پرداخت خودکار بکس شد، امکان واریز پرداخت‌ها به حساب دریافت‌کننده را در همان روز فراهم می‌کند، در حالی که پیش از آن انجام این فرایند سه روز یا بیشتر زمان می‌برد.

## تفاوت با پرداخت مستقیم
دستور ثابت (بانکی) با پرداخت‌ مستقیم، هردو روش‌هایی برای انتقال مکرر پول از یک حساب به حساب دیگر هستند اما نحوه عملکرد آن‌ها متفاوت است. تفاوت اساسی این است که در دستور ثابت، پرداخت‌ها توسط پرداخت‌کننده تنظیم و ارسال می‌شوند، در حالی که در پرداخت‌ مستقیم، پرداخت‌ها توسط دریافت‌کننده مشخص و جمع‌آوری می‌شوند.
- یک دستور ثابت تنها توسط پرداخت‌کننده تنظیم یا تغییر داده می‌شود و برای مبالغی است که پرداخت‌کننده مشخص کرده و باید در زمان‌های مشخصی (معمولا مبلغ ثابت در فواصل زمانی معین) پرداخت شوند. این مبلغ می‌تواند به هر حساب بانکی واریز شود و لازم نیست حساب مورد نظر متعلق به سازمانی باشد که بانک پرداخت‌کننده آن را تأیید کرده است.
- در مقابل، در پرداخت مستقیم، پرداخت‌کننده باید به دریافت‌کننده مجوز دهد تا هر مبلغی را در هر زمان به‌صورت مستقیم، دریافت کند. او همچنین می‌تواند از بانک بخواهد که درخواست‌های پرداخت مستقیم از دریافت‌کنندهٔ مشخص را پذیرا باشد. دریافت‌کننده در این روش کنترل کامل بر پرداخت‌ها دارد. او می‌تواند مبلغ و تناوب پرداخت‌ها را بدون نیاز به مجوز جدید تغییر دهد. با این حال، دریافت‌کننده موظف است قبل از انجام هر تغییر، مشتری را طبق الزامات مربوطه مطلع کند. پرداخت‌کننده هیچ کنترل مستقیمی بر این پرداخت‌ها ندارد، اما می‌تواند در هر زمانی بدون ارائه دلیل، پرداخت مستقیم را لغو کند و درخواست بازگشت مبلغ مورد اختلاف را داشته باشد. لازم است ذکر شود که تنها سازمان‌هایی که با بانک پرداخت‌کننده قرارداد دارند یا توسط آن تأیید شده‌اند، می‌توانند پرداخت‌های مستقیم را انجام دهند و این امکان برای افراد حقیقی وجود ندارد.[۵]